# Acanthonevra gravelyi
Acanthonevra gravelyi är en tvåvingeart som först beskrevs av Munro 1935.  Acanthonevra gravelyi ingår i släktet Acanthonevra och familjen borrflugor. Inga underarter finns listade i Catalogue of Life.